# El Shad
El Shad (en árabe الشاذ) es la primera revista de la comunidad LGTBIQ+ en Argelia. El término significa "anormal", que es un insulto a los homosexuales.  Uno de los cofundadores afirma: "Elegimos este nombre porque afirmamos esta anomalía, así como todo el mundo es anormal".

## Descripción
Disponible en línea, El Shad es una revista trimestral y completamente gratuita, destinada a la comunidad LGBT argelina. La revista fue iniciada por tres miembros de la organización LGBT Alouen. Fue creada en noviembre de 2014. LeXo Fanzine, una revista lésbica argelina, fue iniciada antes por un miembro de Alouen.
El editor en jefe es O. Harim.